# Нязепетровск
Нязепетро́вск — город в Нязепетровском районе Челябинской области России. Административный центр района и Нязепетровского городского поселения.
Распоряжением Правительства РФ от 29 июля 2014 года № 1398-р «Об утверждении перечня моногородов» Нязепетровское городское поселение включён в категорию «Монопрофильные муниципальные образования Российской Федерации (моногорода) с наиболее сложным социально-экономическим положением».

## Название
В названии города увековечены река Нязя и имя Петра Осокина, основателя завода. По одной версии, название реки Нязи происходит от башкирского диалектного слова «назы» — ель (еловая река). По другим версиям, название реки связано с распространённым у башкир личным именем Наза, либо оно произошло от слова из финно-угорских языков. В Удмуртии есть река Нязь.

## География
Город расположен в устье рек Нязи (центр города) и Ураим (Железнодорожный микрорайон, пос. Ураимские Томилки, пос. Новая Уфа), по обеим берегам реки Уфы, на северо-западе Челябинской области, в 225 км по автодорогам через Касли от областного центра города Челябинска и в 180 км от центра Уральского федерального округа города Екатеринбурга по автодорогам через Полевской. Размещён на Среднем Урале, на восточным склоне Бардымского хребта, западных отрогов Уфалейского хребта, в 8-10 км юго-восточнее горы Берёзовой. По территории города также протекает река Табунка, левый приток реки Нязи.
В районе Нязепетровска обнажаются нижнедевонские геологические отложения.
Климат умеренно континентальный. Лето тёплое, зима суровая, снега очень много. Среднемесячная температура июля составляет +17°С, января −15°С.

## Климат
- Среднегодовая температура воздуха: +0,9 °C.
- Относительная влажность воздуха: 69,8 %.
- Средняя скорость ветра: 3,3 м/с.

| Показатель              | Янв.  | Фев.  | Март  | Апр.  | Май   | Июнь | Июль | Авг.  | Сен.  | Окт.  | Нояб. | Дек.  | Год   |
| ----------------------- | ----- | ----- | ----- | ----- | ----- | ---- | ---- | ----- | ----- | ----- | ----- | ----- | ----- |
| Абсолютный максимум, °C | 2,4   | 4,1   | 12,5  | 27    | 33,1  | 34,4 | 35,7 | 35,4  | 29,7  | 20,7  | 13,3  | 4,6   | 35,7  |
| Средняя температура, °C | −15,7 | −14   | −7,8  | 2,4   | 10,4  | 15,6 | 17,6 | 15,8  | 7,8   | 1,5   | −8,4  | −14,3 | 0,9   |
| Абсолютный минимум, °C  | −53,1 | −54,3 | −45,6 | −36,2 | −21,4 | −8,4 | −7,4 | −13,2 | −22,8 | −31,9 | −41,1 | −49,8 | −54,3 |

## История
История Нязепетровска отсчитывается от начала строительства в 1744 году старейшего на территории современной Челябинской области железоделательного и чугунолитейного завода балахонским купцом Петром Осокиным на реке Нязе, притоке реки Уфы, на землях, арендованных у башкир Айлинской, Кара-Табынской, Катайской волостей.
Российский историк П.И. Рычков в своей книге «Топография Оренбургская» в 1760-х годах писал о заводе и селении при нём:

«…въ Уфинской провинцїи на рѣкѣ Назѣ, впадающей въ рѣку Уфу, застроенъ въ 1747 году Балахонцомъ Петромъ Осокинымъ, а по продажѣ отъ него состоитъ нынѣ за Тулянами Масаловыми, и называется Назепетровскимъ.»
(горный завод Оренбургской губернии принадлежащий Никите Демидову) «Назе-Петровской на рѣчкѣ Назѣ, коя отъ заводу верстахъ въ двухъ пала в рѣку Уфу, разстоянїя отъ Уфы съ 450, отъ Екатеринбурга 250, а отъ Оренбурга 780 верстъ, на немъ домна и восемь молотовъ. Жѝла съ 130 дворовъ; церковь во имя святых Апостолъ Петра и Павла.»
Нязепетровский железоделательный завод является первым, вместе с Каслинским заводом, предприятием чёрной металлургии на территории нынешней Челябинской области.

### Основание Нязепетровского завода
В первой половине XVIII века по реке Уфе располагалось 8 башкирских волостей, в том числе Белокатайская, Катайская, Упейская, Шуранская.
На Южном Урале в начале 30 годов XVIII века из-за упорного сопротивления башкир казённое строительство потерпело неудачу. Вследствие чего, в 1736 году последовал указ, разрешавший частным промышленникам покупать землю у местного башкирского населения, а указ 1739 года позволял арендовать у них земли, оставляя их юридически в ведении последних.
Этим воспользовался балахнинский купец из Нижегородской губернии Пётр Игнатьевич Осокин, который в соответствии с указами императорского величества и Правительствующего сената от 16 апреля и Берг-коллегии от 22 мая 1744 года приступил к строительству Нязепетровского чугунолитейного и железоделательного завода на купленной у башкир земле на реке Нязе в Катайской волости Уфимской провинции Оренбургской губернии.
В 1744 году, имея договор с башкирскими старшинами от 18 марта того же года на аренду земли с лесными угодьями, Осокин приступил к строительству Нязепетровского железного завода на реке Назе. Место постройки завода определялось наличием руды и воды, как энергетической базы и средства транспортировки. Имея опыт создания подобных горных заводов, он привлёк к строительству мастеровых и работных людей с принадлежащих ему Иргинского и Бизярского заводов, в основном, имеющих необходимые профессиональные навыки: плотников, мастеров дощатого дела, рудоискателей, колёсного мастера, мастеров горного дела, плавильщиков и мастеровых людей других профессий. Заводчик непосредственно руководил строительством завода. В первую очередь, строились жилища для крепостных, плотина и заводские строения. Велись изыскания новых рудных проявлений и организация рудников.
Темпы строительства не удовлетворяли государственных чиновников Оренбургской губернской канцелярии. Нужно было, чтобы завод как можно быстрее приступил к выпуску чугуна и железа и платил налоги в государственную казну.
В конце 1746 года на Нязепетровский завод направлен ревизор Оренбургской губернской канцелярии секунд-майор Державин, который после проверки в своём доношении объявил, что Осокин более «девяти тысяч рублей употребил, да и как заведенного, так и прочего строения построено немало», но двухпроцентный налог не платил. Под угрозой штрафа за непостройку завода и закрытия предприятия заводчика вызывали в Оренбург для подписания контракта на строительство завода.
При заключении контракта в указе от 20 марта 1747 года было поставлено 10 условий по строительству завода, которые закрепляли за Осокиным не только обязательства, но и давали большие права в осуществлении задуманного.
Осокин выполнил условия контракта по сроку строительства завода и пуска его в эксплуатацию. В 1749 году Нязепетровский завод начал получать чугун и делать железо.

### ЗаводчикиМосоловы
10 декабря 1751 года Пётр Осокин продал Нязепетровский завод заводчику А. П. Мосолову за 27 тыс. рублей.
На Мосоловых завод начал работать 1 мая 1752 года. 7 июля того же года из-за повреждения в дне горна домна остановилась. Запаса горнового камня для ремонта домны на заводе не было. Горновой камень на реке Чусовой добывался только в зимнее время, а имеющийся добытый и обделанный на реке Уфе, не было возможности привезти водным путём из-за мелководья и отсутствия дорог. Только по первому зимнему пути горновой камень удалось привезли на завод, повреждения в горне были исправлены, горн высушен и 7 января 1753 года домна заработала.
Конец 40-х и начало 50-х годов XVIII века было временем высшего подъёма промышленного хозяйства Мосоловых. После покупки Нязепетровского завода, к середине 1753 года братья Мосоловы владели восемью заводами, шесть из которых размещались в европейской России и два на Урале. Во время владения ими Нязепетровским заводом они завезли на него 45 мастеровых и работных людей со своих уже действовавших заводов центральной России.
Последующие 9 лет в истории промышленников были омрачены крупными потрясениями, которые не только приостановили дальнейший рост этого хозяйства, но даже привели его к значительному сокращению.
Хозяйство Мосоловых было почти полностью парализовано. «Заводы пришли в крайнюю остановку», — информировал Сенат И.А. Мосолов в сентябре 1757 года и тут же описал бедственное положение мастеровых людей, лишённых пропитания, «а иные по самой бедности и необходимости разбрелись по разным местам и скитаются меж дворами».
На Нязепетровском заводе из-за отсутствия денег мастеровые и работные люди были распущены по разным местам «для прокормления», а некоторые из них разбежались. Итогом деятельности компании Мосоловых явилось то, что из 123 жилых домов, построенных когда-то Осокиным, пустовало 74, а жителей осталось мужского пола с новорождёнными 94 души. В первые годы правления Мосоловых к заводу было приписано 175 мастеровых и работных людей мужского пола.
В 1760 году был завершён раздел имущества между братьями Мосоловыми, оно было разделено на четыре части. Максиму Мосолову досталась по жребию первая часть, в которую также вошли находящиеся в стадии строительства Златоустовский и Уфалейский заводы. Четвёртая часть, куда входил Нязепетровский завод, выпала на долю Ивана Большого Мосолова. Владелец завода обязан был отпускать железо и чугунное литьё для постройки Уфалейского и Златоустовского заводов, а также завода на реке Кусе.
С 1759 по 1762 годы завод не действовал. Подводя итоги владения Мосоловыми заводом можно сказать, что они прирастили некоторые земли, скупили их у башкир в районе речек Табуски, Маскары, Уфалейки, но после раздела имущества фирмы Мосоловых, восточная часть территории на 25 верст отошла к вновь построенному Уфалейскому заводу, в результате чего, Нязепетровский завод потерял большие площади. Также разделены были железные рудники, а завод практически не работал.

### Заводчики Петров, Мясников, Хлебников. Восстание Пугачёва
Иван Большой Мосолов продал завод 4 октября 1762 года за 30 тысяч рублей компании купцов Якова Семёновича Петрова и Матвея Семёновича Мясникова. Производство возобновилось в 1763 году.
25 мая 1765 года, «в полюбовной Петрова и Мясникова сделке, с дозволения Берг-коллегии», Мясников уступил свою половину завода «в вечное и потомственное содержание» Петрову.
В первые годы владения заводом Петровым его производительность возросла более чем в 2 раза. В 1770 году завод располагал доменной фабрикой с 1 домной и помещением для литья посуды, двумя молотовыми фабриками с 8 молотами, из них 2 запасных, и 12 горнами, пильной мельницей, кузницей с 6 горнами и меховой фабрикой.
Не обошла стороной Нязепетровский завод крестьянская война под предводительством Е. И. Пугачёва 1773—1775 гг. По мере развёртывания боевых действий в начале января 1774 года включились в восстание заводы, находящиеся в Исецком повстанческом районе. 2 января остановились работы на Верхнем и Нижнем Кыштымских и Каслинском доменно-передельных заводах, ставших важнейшей материальной и социальной базой восстания в крае. Под влиянием развивавшегося повстанческого движения, 24 января 1774 года Нязепетровский завод присоединился к войне. Участвуя в конфискации имущества, восставшие крепостные верили, что дело идёт на благо крестьянской войны. Однако когда башкирские отряды стали уничтожать строения и оборудование, жечь дома, то они сочли эти действия разбоем, не совместимым с провозглашённой повстанческими указами волей и защитой населения от насилия, поэтому выступили против таких бесчинств. В свою очередь, защита заводскими людьми заводов и их имущества казалась башкирским повстанцам изменой восстанию.
Успешное наступление государственных карательных сил весной 1774 года в Исетской провинции, уход армии Белобородова из Кыштымского и других заводов серьёзно отразились на повстанческом движении. Нязепетровские заводские люди, боясь репрессий, «нимало не медля» после ухода повстанцев послали в Екатеринбург к майору Д. Гагрину крестьянина Г. Митюкова «с товарищами» для объявления покорности старым властям. После этого «вокруг всего заводского жительства» был построен «деревянный город с башнями», расставлены караулы и установлена регулярная связь с Екатеринбургом.
Даже летом 1774 года, когда Пугачёв снова поднимал на борьбу народы Урала, нязепетровские заводские люди не рискнули поддержать восстание. 12 июня 1774 года, не выдержав атак башкирских повстанцев и не получив поддержки от карательных сил, жители с семьями ушли в леса. 15 июня завод был подвергнут нападению башкир и сожжён. Во время нападения сгорели фабрики, большой урон был нанесён плотине: сгорели вешняковый спуск, ларь и слань. Во время нападения погибло 10 нязепетровцев.
За период восстания повстанцы получили от завода 415 руб., продовольствия, фуража, скота на сумму 5195 руб. Уничтожено долговых записок, обязательств на сумму 8500 руб. Людей в повстанческие отряды от завода не посылали, пушек и ружей восставшим не выдавали.
Убытки от разрушения заводских зданий, конфискаций разных припасов и материалов составили 29 702 руб., убытки заводских людей от разрушений домов и захвата имущества — 29 985 руб. По подсчетам Петрова сумма убытков, разумеется, преувеличенная, составила 73 767 руб. Факт сожжения завода признала комиссия Берг-коллегии.
В 1775—1776 годах на заводе шли восстановительные работы, домна пущена 19 августа 1776 года.
Семья Я.П. Петрова, а именно его зять генерал-аудитор-лейтенант Пётр Кириллович Хлебников, с 1772 года также владели Благовещенским медеплавильным заводом со слободой Николаевской на реке Акашле, недалеко от впадения её в реку Белую, в 38 верстах севернее Уфы. После смерти П.К. Хлебникова в 1777 году завод достался по наследству его сыну коллежскому асессору Николаю Петровичу Хлебникову. Объём выплавки чугуна Нязепетровского завода был ограничен относительной слабостью передельных производственных мощностей. Часть чугуна перековывалась на здешних молотах в железо, а остальной чугун отправлялся для перековки по реке Уфе на Благовещенский медеплавильный завод, на котором для этого находился один кричный молот.
В 1787 году, после смерти Я.С. Петрова, Нязепетровский завод перешёл по наследству к дочери Ирине Яковлевне, вдове генерал-аудитор-лейтенанта П. К. Хлебникова. Документ на владение завода — имение, как дворянскую собственность, она получила 30 декабря 1792 года.

### Купец Л. И. Расторгуев
12 февраля 1808 года И. Я. Хлебникова продаёт Нязепетровский завод екатеринбургскому купцу Л.И. Расторгуеву. Получив разрешение Горного департамента, 15 октября 1809 года зять Хлебниковой Д.М. Полторацкий совершил купчую крепость, по которой Нязепетровский завод был продан вместе с 456 ревизскими душами мастеровых Нязепетровского завода и 564 ревизских души крепостных крестьян мужского пола Николаевской слободы за 450 тысяч рублей. Крепостные крестьяне Николаевской слободы были переведены на Нязепетровский завод ещё до 1800 года. По 5 ревизии 1795 года они числились за Благовещенским заводом, в то время общая численность переведённых составляла около 1 тысячи человек. А ко времени продажи завода в 1809 году она увеличилась, с вновь рождёнными, до 1800 человек.
Екатеринбурский купец 1-й гильдии Лев Иванович Расторгуев был старообрядцем-беспоповцем. Его старшая дочь Мария Львовна 6 мая 1816 года была выдана замуж за Петра Яковлевича Харитонова, сына екатеринбургского купца, твёрдого в вере старообрядца. Младшая дочь Расторгуева Екатерина Львовна была выдана замуж за Александра Григорьевича Зотова, сына управляющего Верх-Исетского завода Григория Федотовича Зотова.
Кроме Нязепетровского завода, за два года (1808—1809) Л.И. Расторгуев купил ещё четыре завода: Каслинский, Верхне-Кыштымский, Нижне-Кыштымский и Шемахинский, построенный Н.Н. Демидовым рядом с Сорокинской пристанью на реке Уфе. Старообрядец-беспоповец оказался собственником огромного заводского округа. Осуществить это удалось при финансовой поддержке П.Г. Демидова, у которого Расторгуев взял взаймы 1 251 500 рублей ассигнациями сроком на 7 лет 10 месяцев с обязательством в рассрочку расплатиться к 1817 г. В это время производство на заводах приобрело устойчивый характер, стабилизировался состав населения.
Благодаря покровительству Л.И. Расторгуева, а потом Г.Ф. Зотова и П.Я. Харитонова, в первой четверти XIX в. на Каслинском и Нязепетровском заводах образовался один из главных центров уральского старообрядчества. В заводских посёлках при поддержке Л.И. Расторгуева была построены старообрядческие часовни.
В 1819 году на территории нынешней Челябинской области случилась большая засуха, хлеб не уродился. Она, как часто бывает в Зауралье, продолжалась несколько лет подряд, до 1821 года. Хлебные запасы в заводских магазинах были исчерпаны, купить его заводским было не на что, так как заработная плата не выдавалась по нескольку месяцев.
В 1822—1823 годах среди мастеровых и работных людей Каслинского и Кыштымских заводов произошли крупные волнения, которые закончились ссылкой многих мастеровых на казённые заводы. Одной из причин, побудивших мастеровых к выступлению, была принудительная работа их на дальних Нязепетровском и Шемахинском заводах, которую они воспринимали как наказание. Их надолго, часто до года, отрывали от семей. Нязепетровского завода эти волнения не коснулись.
Священник Александр Николаевич Дягилев, уроженец Нязепетровского завода, проведший здесь своё детство и отрочество, ездивший на вакации во время учения в Пермской семинарии, бывавший и потом, составил весной 1880 года записку для Географического словаря Пермской губернии уральскому краеведу Н. К. Чупину. Вот извлечение из неё, касающееся времени заводчика Расторгуева: «Жителей в заводе в 1864 году было около 8000 обоего пола; в том числе единоверцев 800, раскольников около 800, остальные православные. Но есть и из последних уклонившиеся в раскол, особенно по освобождении из крепостной зависимости. Секты: безпоповская, стариковская и поморская, перекрещенская разных видов; австрийской нет. Бывает в одном доме несколько вер. Старожилы говорят, что до 1809 года, то есть до покупки Кыштымских заводов Расторгуевым, в Нязепетровске раскола не было, а в вышеупомянутом году Расторгуев, будучи сам раскольником, покоряющихся ему в этом отношении награждал хорошими должностями, а непокорных смещал и ссылал на рудники и прииски. Построил раскольничью часовню, которая в 1848 году перестроена на единоверческую церковь».

### О жителях Нязепетровского железоделательного завода XVIII—XIX века.
Основной вклад в дело строительства завода внесли простые люди, крепостные крестьяне, которые были приписаны к заводу.
Крепостных крестьян мастеровых и работных людей, приписанных к Нязепетровскому заводу, можно разделить на несколько групп:
1 группа: крепостные крестьяне заводчика Осокина, 131 душа, переведённые в 1744 году с Иргинского и Бизярского заводов, в основном с первого. Основная часть жителей поселилась там с 1730 по 1734 гг. Поселенцы были из Нижегородского, Балахнинского, Юрьевецкого, Павловского уездов Нижегородской губернии, дворцовых волостей Керженской, Хохломской, Толоконцовской, Заузольской, Дрюковской, Городецкой, Архангелогородской и Казанской губерний, а также монастырских и архиерейских вотчин Свято Троицкой Сергиевой лавры, расположенных в Московской, Казанской и Нижегородской губерниях. В ведомости о работе Назепетровского завода в 1749 и 1750 годах в пункте 4 указано, что привлекаются к работе наёмных вольных людей с паспортами и других 400 человек и более, приписных к заводу государственных крестьян не было.
2 группа: крепостные крестьяне, переведённые заводчиками Мосоловыми со своих заводов в период с 1751 по 1762 годы.
3 группа: Ивана Большого Масалова крепостные крестьяне с Назепетровского завода в 1759 году бежали с жёнами и детьми, впоследствии вернулись.
4 группа: приписные крестьяне Ивана Большого Масалова, доставшиеся по разделу с братьями, переведённые на Нязепетровский завод.
5 группа: крепостные крестьяне, которые также работали на Нязепетровском заводе, время их перевода на завод неизвестно.
6 группа: крепостные крестьяне, переведённые в период владения заводом вдовой Ириной Яковлевной Хлебниковой, с Благовещенского завода из Николаевской слободы.
7 группа: жители, поселившиеся в Нязепетровске в период с 1795 по 1811 годы.
8 группа: причисленные по указу Пермского горного правления от 8 июня 1827 года по сообщению заводским исправником главной Каслинской конторы, оба они выменяны у калмыков, на владение которыми даны выписки из Пермской палаты гражданского суда от 19.01.1806 г. и на второго из Пермской палаты суда и расправы от 17. 09. 1800 г., пропущенные по 7-й ревизии 1816 г.

### Отечественная война 1812 года
Имеются сведения, что Нязепетровский завод Петрова в 1789 году отправил бомб, ядер и дроби в Санкт-Петербург и Калугу 3663 пуда девять фунтов по цене 40 копеек.
Не подвели они и в годы нашествия Наполеона I в Отечественной войне 1812 года. Наполеоновская армия, равной которой не знала вся предшествующая история человечества, была разгромлена ударами русской армии, направленными М. И. Кутузовым. Эти удары были общим делом русских воинов и людей, выковавших в тылу оружие для победы в опорном крае России — на Урале.
Война с Наполеоном потребовала срочного выполнения заводами огромных заказов военного ведомства. Заказы были столь велики, что ещё в ноябре 1810 года Государственный совет, рассмотрев «представление министра финансов и положение департаментов военных дел и государственной экономии о мерах к изготовлению орудий и артиллерийских снарядов», признал, «что казённые заводы, сколько бы действия их усилены ни были, не могут выполнить требуемого на будущий 1811 и последующие годы количества орудий и снарядов». Пришлось возложить выполнение значительной части нарядов на частные заводы, не занимавшиеся до того времени производством оружия. Наряды получили Каслинский, Кыштымский и Нязепетровский завод заводчика Расторгуева. Приходилось срочно налаживать производство, создавать новые приспособления и оборудование, обучать людей, посылать для обучения на другие предприятия. Значительные затруднения вызывались тем, что обычно получаемый металл не был пригоден для литья снарядов. В короткие сроки был налажен выпуск сортов металла, наиболее подходящих для производства боеприпасов и оружия. Были созданы новые машины для обработки артиллерийских снарядов.
Курировал производство снарядов на частных заводах шихтмейстер горного правления Подоксенов, приёмку готовых артиллерийских снарядов для армии перед отправкой их на Нязепетровскую пристань производил артиллерии подпоручик Фан дер Венде.
Нязепетровск (первоначально село Нязе-Петровский завод) являлся центром Нязе-Петровской волости Красноуфимского уезда Пермской губернии.
Завод был разрушен сначала при Емельяне Пугачеве, а затем в годы Гражданской войны, его восстановление продолжалось до 1929 года.

### Советский период
Упоминается как станция Нязе-Петровский завод Пермской губернии в «Соглашении Российского рабоче-крестьянского правительства с Башкирским правительством о советской автономии Башкирии» при указании адреса центра Кущинского кантона Малой Башкирии, находящегося в деревне Белянке.
В октябре 1941 года в Нязепетровске была сформирована 65-я отдельная морская стрелковая бригада; с октября 1942 года по июль 1943 года в городе дислоцировалось 1-е Ростовское артиллерийское (Ростовское и Белгородское артиллерийские) училище; размещался 3878-й военный эвакогоспиталь.
В годы Великой Отечественной войны завод выпускал военную продукцию.
27 июня 1944 года Нязепетровск получил статус города районного подчинения.

## Население
| 1939    | 1959    | 1967    | 1970    | 1979    | 1989    | 1992    | 1996    | 1998    |
| ------- | ------- | ------- | ------- | ------- | ------- | ------- | ------- | ------- |
| 13 000  | ↗22 497 | ↘22 000 | ↘18 584 | ↘17 736 | ↘17 133 | ↘16 900 | ↘15 500 | ↘15 100 |
| 2000    | 2001    | 2002    | 2003    | 2005    | 2006    | 2007    | 2008    | 2009    |
| ↘14 500 | ↘14 100 | ↘13 405 | ↘13 400 | ↘13 000 | →13 000 | →13 000 | →13 000 | ↗13 061 |
| 2010    | 2011    | 2012    | 2013    | 2014    | 2015    | 2016    | 2017    | 2018    |
| ↘12 451 | ↘12 403 | ↘12 305 | ↘12 153 | ↘12 067 | ↘12 061 | ↘11 901 | ↘11 752 | ↘11 687 |
| 2019    | 2020    | 2021    | 2023    |         |         |         |         |         |
| ↘11 539 | ↘11 425 | ↘10 379 | ↘10 198 |         |         |         |         |         |

На 1 января 2025 года по численности населения город находился на 909-м месте из 1124 городов Российской Федерации.

## Экономика
Градообразующим предприятием является ООО «Литейно-механический завод» выпускающий башенные краны TDK-10.215, TDK-10.180, TDK-8.180, SMK-10.200, SMK-10.180 и SMK-5.66. Вблизи завода расположен заводской пруд на реке Нязе.
В городе существует предприятие по перекачке питьевой воды из Нязепетровского водохранилища на реке Уфа в город Екатеринбург, с водозабором и несколькими насосными подстанциями — Специализированное предприятие по эксплуатации сооружений внешнего тракта водоснабжения.
Действуют также предприятия деревообрабатывающей промышленности. В начале 2010-х годов планировалось начать освоение и разработку Суроямского железорудного месторождения и строительства Суроямского горно-обогатительного комбината, но в связи со сложной экономической ситуацией, этот проект отложен на неопределённый срок. Предприятие должно было быть построено на промышленной площадке «Ураим», в окрестностях посёлка Ураим) что находится в нескольких километрах к югу от города.
В городе отмечается более высокий, по сравнению со средним по области, уровень безработицы.

## Органы правопорядка
- Отделение МВД России по Нязепетровскому району[64].
- Прокуратура Нязепетровского района[65].
- Нязепетровский районный суд Челябинской области[66].

## Образование
В городе действует пять муниципальных дошкольных учреждений, четыре муниципальные общеобразовательные школы, пять учреждений дополнительного образования: дом учащейся молодёжи, станция юных техников, станция юных натуралистов, детско-юношеская спортивная школа, детская школа искусств. Работает филиал Каслинского промышленно-гуманитарного техникума.

## Культура
- Музейно-выставочный центр г. Нязепетровска[67].
- Нязепетровская центральная районная библиотека.
- Районный дом культуры.

## Религия
Православные храмы
- Церковь Петра и Павла. Построена в 1853-66 гг.[68]

Протестантские общины
- Дом молитвы Свет Евангелия христиан веры евангельской

## Транспорт
В городе расположена железнодорожная станция Нязепетровская Западно-Уральского направления Южно-Уральской железной дороги. Поезд Бердяуш — Михайловский Завод был отменён с 5 сентября 2012 года.
Через город проходит региональная автодорога 75К-011 Красноуфимск —Арти — Нязепетровск — Верхний Уфалей — Касли. Также есть прямое сообщение по региональным автодорогам до г. Кусы и с. Новобелокатай. Действует автостанция. Автобусы курсируют по четырём междугородным направлениям: Нязепетровск — Екатеринбург, Нязепетровск — Челябинск через Верхний Уфалей, Касли, Нязепетровск — Миасс через Верхний Уфалей и Касли, Нязепетровск-Первоуральск через Тюльгаш, Михайловск, Нижние Серги, Ревду. Действуют пригородные маршруты до сельских населённых пунктов района. В городе, по состоянию на 1.01.2015 года, насчитывалось 7 городских автобусных маршрутов, причём в выходные дни курсировали только два: № 11, 22 по маршруту Площадь — Железнодорожный вокзал

## СМИ
В городе выпускается газета «Нязепетровские вести». По пятницам в эфир выходят выпуски местных новостей «Нязепетровский контур» на областном телеканале «ОТВ».

## Известные уроженцы
- Колин, Иван Николаевич — Герой Советского Союза.